# South African jazz

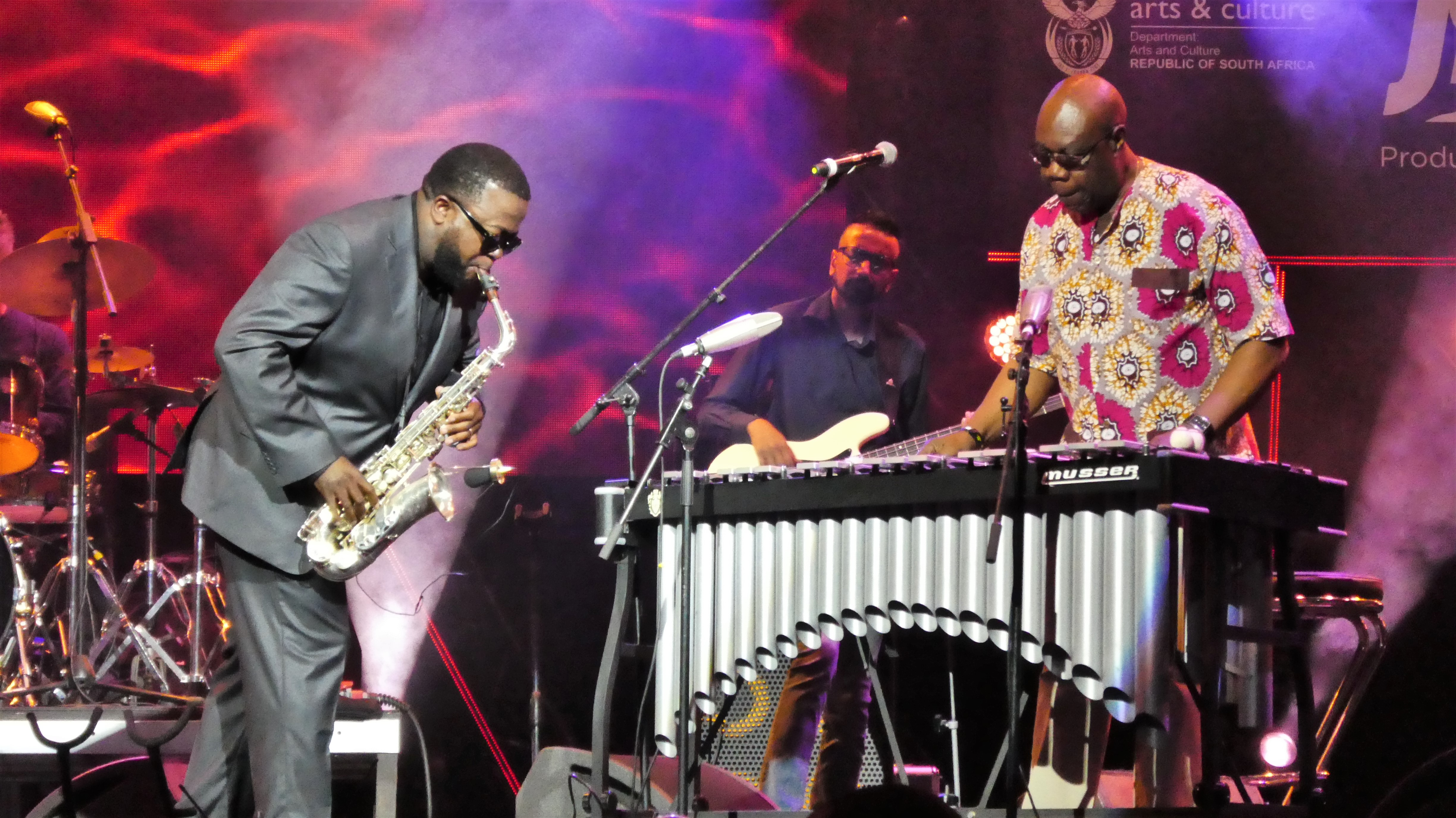
Jazz a Cape Town

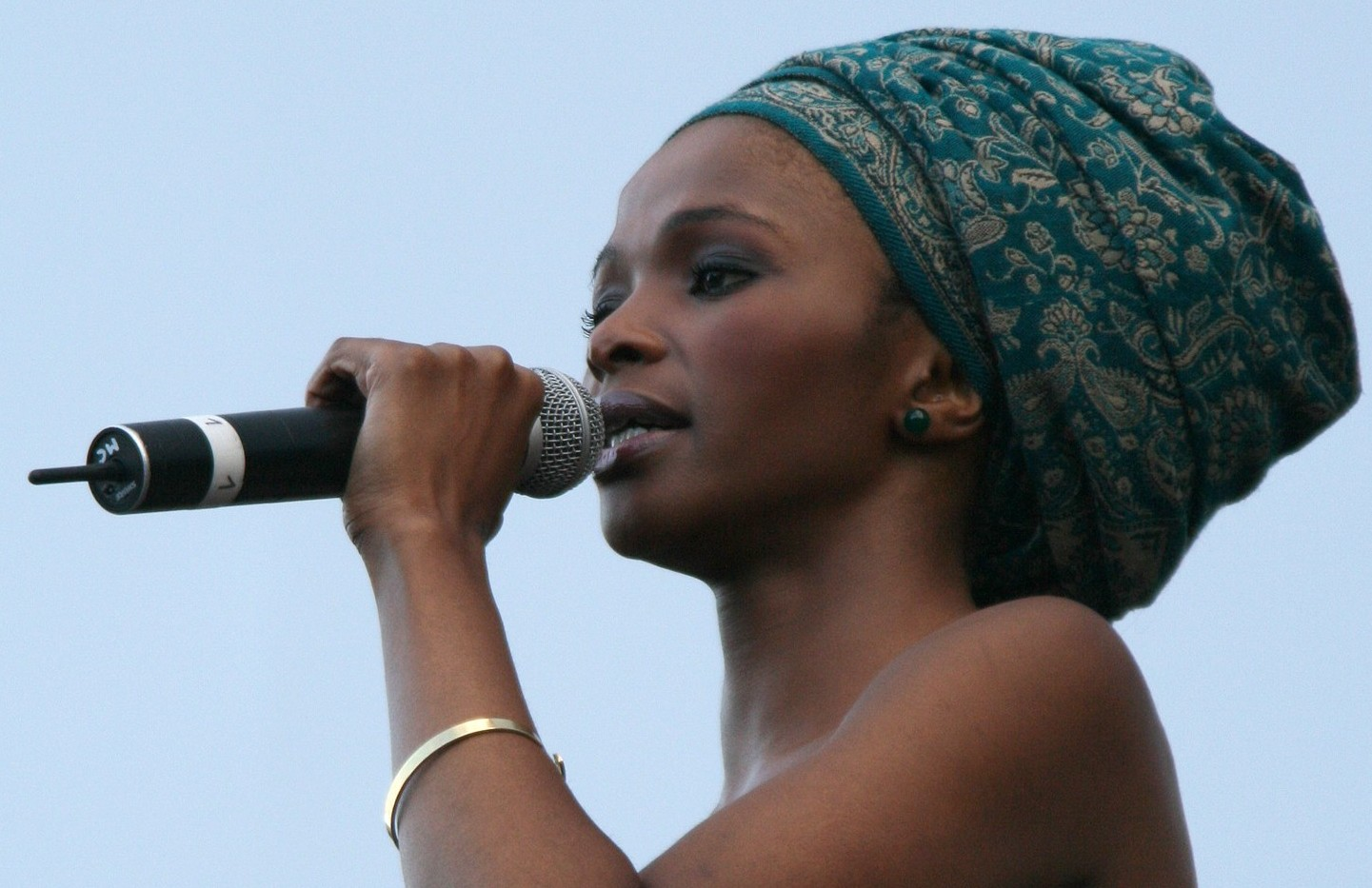
La cantante sudafricana Simphiwe Dana al Rathausplatz di Vienna

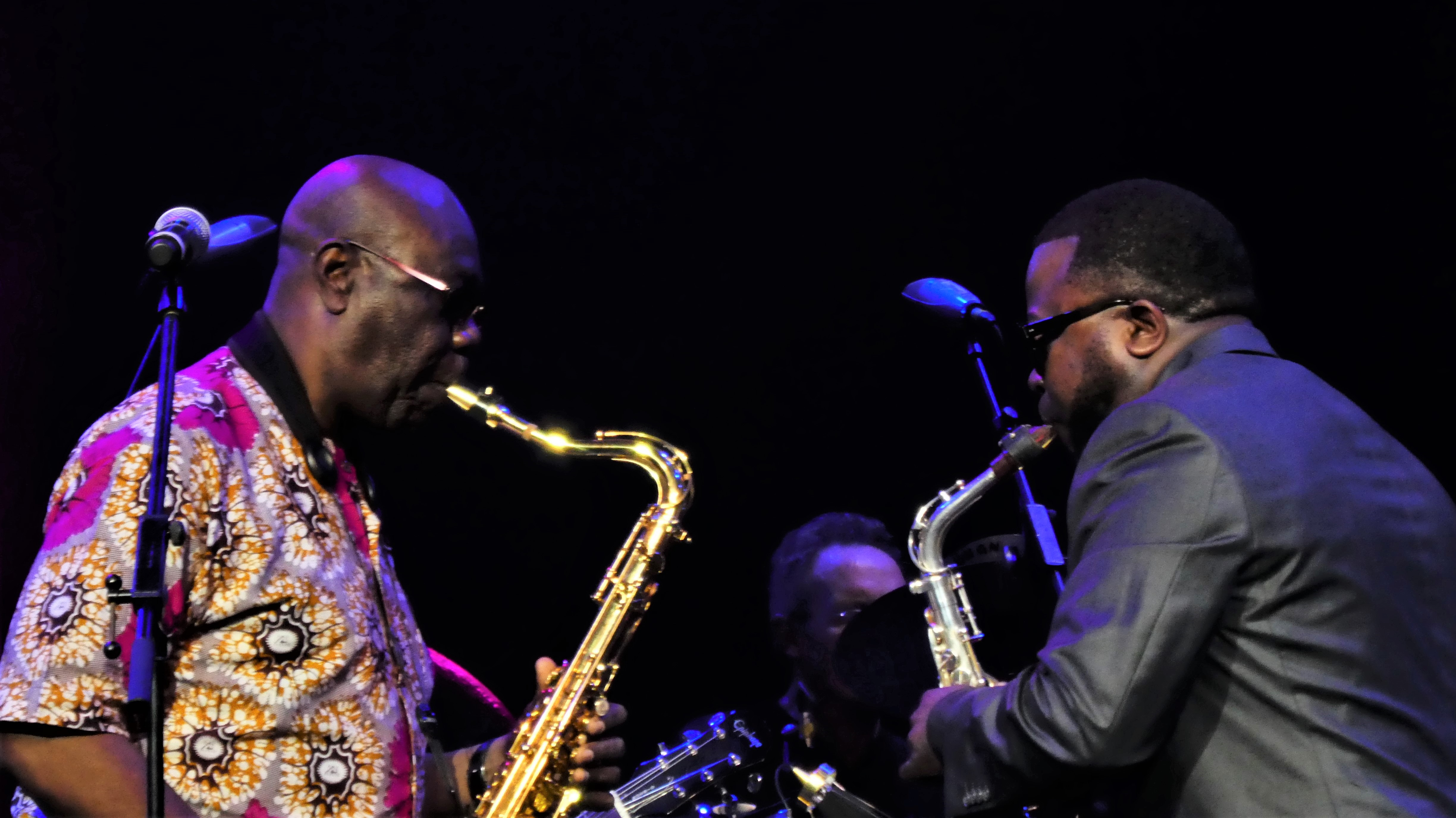
Jazz a Cape Town

Il jazz sudafricano è il jazz del Sudafrica. La scena jazz in Sudafrica è cresciuta molto come negli Stati Uniti. Attraverso spettacoli in discoteche, balli e altri luoghi, i musicisti hanno avuto l'opportunità di esibirsi spesso: presenta un carattere dinamico e imprevisto, ma familiare nel modo in cui reinterpreta costantemente il genere da una prospettiva sudafricana.

## Storia
Musicisti come la cantante Sathima Bea Benjamin hanno imparato andando nei nightclub e nelle jam session e aspettando l'opportunità di dimostrare il loro talento. Un aspetto unico della scena jazz sudafricana è stata la comparsa di individui che imitavano gli artisti popolari il più fedelmente possibile, perché il vero musicista non era lì per esibirsi nella zona. Per esempio, si potrebbe trovare un "Cape Town Dizzy Gillespie" che imiti non solo la musica, ma anche l'aspetto e lo stile di Dizzy. Questa pratica creò un forte ambiente per far crescere alcuni artisti che alla fine avrebbero lasciato il Sudafrica e sarebbero diventati legittimi contributori della scena jazz internazionale.
Uno dei primi grandi gruppi bebop in Sudafrica negli anni '50 furono i Jazz Epistles. Questo gruppo era composto dal trombonista Jonas Gwangwa, dal trombettista Hugh Masekela, dal sassofonista Kippie Moeketsi e dal pianista Abdullah Ibrahim, allora noto come Dollar Brand. Questo gruppo portò i suoni del bebop degli Stati Uniti, creati da artisti come Dizzy Gillespie, Charlie Parker e Thelonious Monk, a Città del Capo con Moeketsi che modellava il suo suono e il suo stile su quelli di Parker. Questo gruppo fu il primo in Sudafrica a incidere un disco in stile bebop, ma i loro contemporanei, The Blue Notes, guidati dal pianista Chris McGregor, non furono meno impegnati nella scena jazz locale. Insieme, questi due gruppi formarono la spina dorsale del bebop sudafricano.
Un primo uso del jazz come strumento anti-apartheid fu la produzione di un musical intitolato King Kong. Scritto come una critica sociale sui giovani sudafricani neri, gran parte della musica è stata arrangiata ed eseguita da famosi musicisti jazz sudafricani, compresi tutti i membri delle Jazz Epistles, meno l'orchestra di Abdullah Ibrahim. Il musical è stato presentato in anteprima di un sistema integrato pubblico presso l'Università del Witwatersrand, nonostante gli sforzi del governo per impedirne l'esordio. L'università aveva giurisdizione legale sulla sua proprietà e poteva quindi consentire la riunione di un pubblico integrato. Da questo punto in poi, mentre lo spettacolo era in tournée in Sudafrica, portava con sé questo tono di sfida. Il successo dello spettacolo alla fine lo portò in prima a Londra, e pur non riuscendo finanziariamente al di fuori del Sudafrica, concesse a molti musicisti jazz locali l'opportunità di ottenere passaporti e lasciare il paese.
Nel marzo del 1960 si verificò la prima di una serie di piccole rivolte, in quello che oggi è conosciuto come il Massacro di Sharpeville. La censura fu drammaticamente aumentata dal governo dell'apartheid, che portò alla chiusura di tutti i luoghi e gli eventi che si rivolgevano o impiegavano sia bianchi che neri. Anche gli assembramenti di più di dieci persone furono dichiarati illegali. Avvenne quindi un esodo di massa di musicisti jazz che lasciarono il Sudafrica in cerca di lavoro. Tra questi c'erano il pianista Abdullah Ibrahim, sua moglie e cantante jazz Sathima Bea Benjamin, il trombettista Hugh Masekela e la cantante Miriam Makeba.
Per alcuni, la mossa si è rivelata fortuita. Ibrahim e Benjamin si ritrovarono in compagnia del grande jazzista statunitense Duke Ellington in un night club a Parigi all'inizio del 1963. L'incontro portò a una registrazione del Trio di Ibrahim, Duke Ellington presenta il Dollar Brand Trio, e una registrazione del trio di Benjamin Duke Ellington presents the Dollar Brand Trio, accompagnato da Ellington, Billy Strayhorn, Ibrahim e Svend Asmussen, chiamato A Morning in Paris. Artisti come Masekela viaggiarono negli Stati Uniti e furono in prima linea sulla scena jazz americana.
Uno dei sottogeneri più importanti del jazz nella regione è il Cape jazz. La musica proviene da Città del Capo e dalle città circostanti e si ispira alla musica del carnevale della zona, a volte chiamata Goema.

## Genere
- Cape jazz
- Marabi

## Importanti musicisti jazz sudafricani

### Singoli
Quello che segue è un elenco di musicisti jazz sudafricani.
- Abdullah Ibrahim – pianista e compositore; precedentemente noto come Dollar Brand
- Allen Kwela – chitarrista
- Andile Yenana – pianista
- Barney Rachabane – sassofonista tenore; deceduto
- Basil "Manenberg" Coetzee – sassofonista; deceduto
- Bheki Mseleku – piano, sassofonista; deceduto
- Bokani Dyer – pianista
- Claude Deppa – tromba; residente a Londra
- Dorothy Masuka – cantante; nato in Zimbabwe, si è trasferito in Sud Africa all'età di 12 anni
- Dudu Pukwana – compositore, sassofonista e pianista; deceduto
- George Cupido – batteria; residente a Melbourne, Australia
- Hilton Schilder – piano, multi strumentista
- Hugh Masakela – tromba e canto; conosciuto come il padre del jazz sudafricano; deceduto
- Ike Moriz – cantante, compositore e paroliere
- Jabu Nkosi –  pianista, organista, cantante, paroliere; figlio di Issac 'Zacks' Nkosi; deceduto
- Johnny Dyani – compositore e contrabbassista; deceduto
- Johnny Fourie – chitarra; deceduto
- Jonathan Butler – chitarrista, fa anche il rhythm and blues
- Judith Sephuma – cantante, ora un cantante afro-pop raramente canta jazz
- Julian Bahula – bandleader; residente a Londra
- Kesivan Naidoo – batteria
- Kippie Moeketsi – sassofonista e clarinettista
- Lwanda Gogwana – compositore, trombettista e musicologo
- Marcus Wyatt – compositore, trombettista e produttore
- Mark Fransman aka Sonik Citizen - compositore, pianista, sassofonista, flautista, vocalist, produttore
- McCoy Mrubata – sassofonista e flautista
- Melanie Scholtz – cantante, compositore di canzoni
- Miriam Makeba –  cantante compositrice di canzoni, attrice; deceduta
- Mongezi Feza – compositore, trombettista e flautista
- Moreira Chonguica – sassofonista
- Morris Goldberg, sassofonista; residente a New York
- Moses Khumalo – sassofonista; deceduto
- Moses Taiwa Molelekwa – pianista; deceduto
- Nduduzo Makhathini – pianista
- Nikele Moyake – sassofonista
- Paul Hanmer – compositore e pianista
- Robbie Jansen – sax alto, flauto, cantante; deceduto
- Sibusiso Mashiloane – pianista
- Sipho Gumede –  chitarrista basso; deceduto
- Tony Cedras – chitarra, piano; residente a New York
- Tutu Puoane – vocalist; residente in Belgio
- Winston Mankunku Ngozi – sassofonista; deceduto
- Isaac 'Zacks' Nkosi – sassofonista, clarinettista, compositore, bandleader; è stata una delle figure più importanti nello sviluppo del jazz sudafricano; deceduto
- Zim Ngqawana – compositore, flautista e sassofonista; deceduto

### Gruppi
- African Jazz Pioneers
- National Youth Jazz Band
- The Blue Notes
- The Rhodes University Jazz Band
- UCT Big Band